# Bom Prato

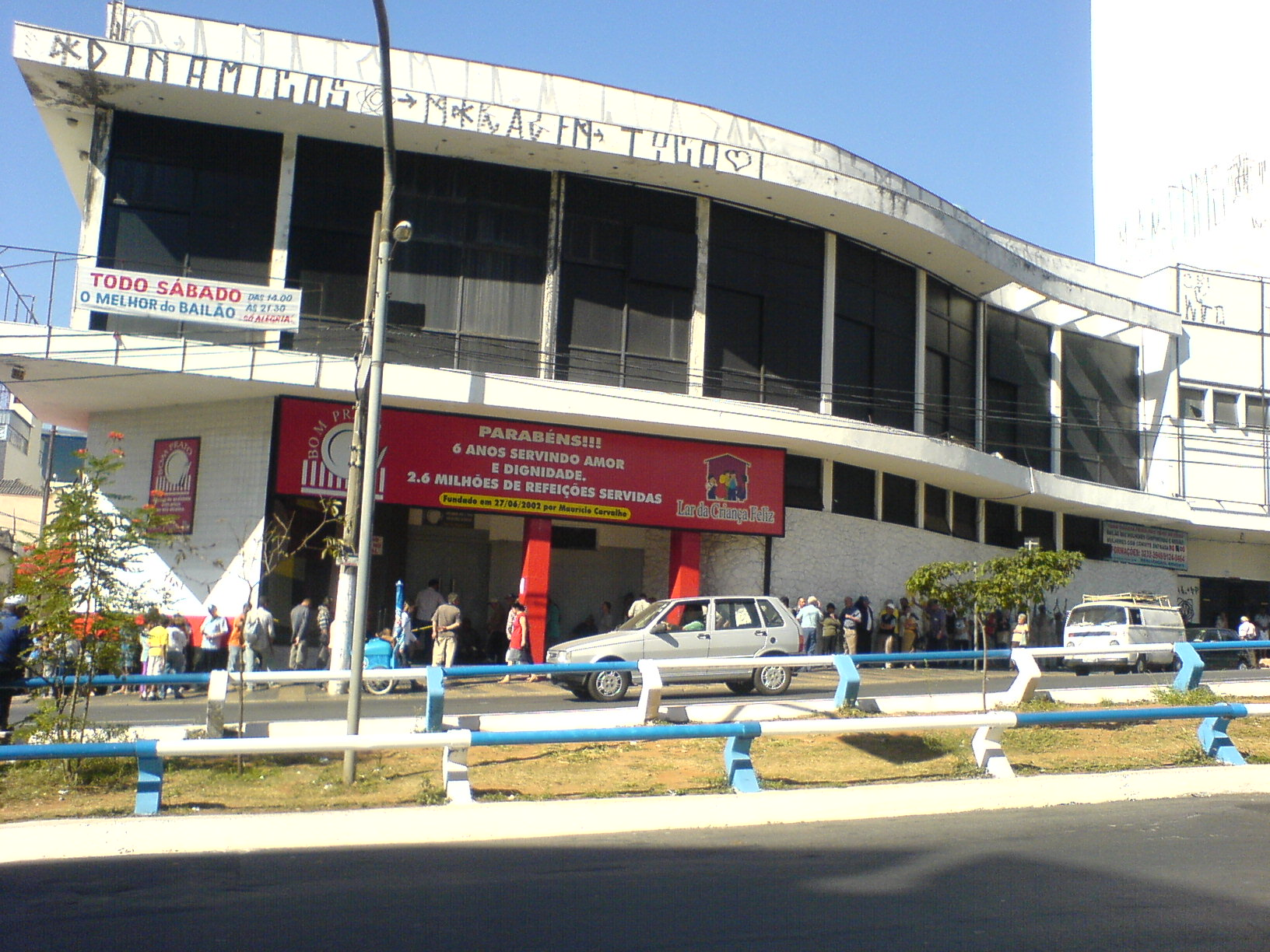
Fachada de um dos restaurantes em 2008

Bom Prato é um programa de segurança alimentar brasileiro criado no estado de São Paulo em dezembro de 2000 para servir refeições de alta qualidade a preços acessíveis à população de baixa renda, considerado o maior programa do tipo no país. Constitui se numa rede composta por 52 restaurantes, sendo 22 na Capital, nove na Grande São Paulo, seis no litoral e 15 no Interior. De acordo com reportagem publicada em agosto de 2017, desde que foi inaugurada, em 2000, a rede já serviu mais de 166 milhões de refeições, em uma média diária de 93 mil refeições.
Os preços das refeições na rede variam: o café do manhã custa R$ 0,50 e o almoço R$ 1,00. Durante o período de pandemia de COVID-19, o Governo do Estado de São Paulo passou a oferecer as refeições gratuitamente a moradores de rua que fossem cadastrados pelas prefeituras municipais. O serviço chegou a ser suspenso no período, mas foi retomado posteriormente.

## Localizações[6]

### Capital
Unidade 25 de Março: Endereço: Rua 25 de Março, 166 São Paulo
Unidade Brasilândia: Endereço: Avenida Parapuã, 1.479 São Paulo
Unidade Campo Limpo: Endereço: Estrada de Itapecerica, 4.728 São Paulo
Unidade Campos Elíseos: Endereço: R. Gen. Júlio Marcondes Salgado, 100 São Paulo
Unidade Capão Redondo: Endereço: Avenida Atos Tomás Ferraciú, 318 São Paulo
Unidade Cidade Ademar: Endereço: Rua Yervant Kissajikian, 3.101 São Paulo
Unidade Grajaú: Endereço: Avenida Dona Belmira Marin, 1.959 São Paulo
Unidade Guaianases: Endereço: Estrada de Poá, 13 São Paulo
Unidade Heliópolis: Endereço: Estrada das Lágrimas, 2.608 São Paulo
Unidade Itaim Paulista: Endereço: Rua Alfredo Moreira Pinto, 87 São Paulo
Unidade Itaquera: Endereço: Rua Victorio Santim, 247 São Paulo
Unidade Lapa: Endereço: Rua Afonso Sardinha, 245 São Paulo
Unidade Limão: Endereço: Avenida Professor Celestino Bourroul, 779 São Paulo
Unidade Paraisópolis: Endereço: Rua Ernest Renan, 1.000 São Paulo
Unidade Perus: Endereço: Rua Antônio Maia, 652 São Paulo
Unidade Santana: Endereço: Rua Dr. Zuquim, 532 São Paulo
Unidade Santo Amaro: Endereço: Avenida Mario Lopes Leão, 685 São Paulo
Unidade São Mateus: Endereço: Avenida Mateo Bei, 2.604 São Paulo
Unidade São Miguel Paulista: Endereço: Rua José Otoni, 256 São Paulo
Unidade Tucuruvi: Endereço: Avenida Mazzei, 495 São Paulo
Unidade Vila Nova Cachoeirinha: Endereço Avenida Dep. Cantídio Sampaio, 140 São Paulo

### Interior
Unidade Araraquara: Endereço: Avenida 22 de Agosto, 138 – Vila Xavier, Araraquara
Unidade Bauru: Endereço: Rua 1.º de Agosto, 9-47 Bauru
Unidade Botucatu: Endereço: Ao lado do Hospital das Clínicas da UNESP de Botucatu – Distrito de Rubião Júnior
Unidade Campinas: Endereço: Rua Dr. Moraes Sales, 384 Campinas
Unidade Carapicuiba: Endereço: Avenida Miriam, 385 Carapicuíba
Unidade Ferraz de Vasconcelos: Endereço: Avenida Lourenço Paganucci, 155 Ferraz de Vasconcelos
Unidade Franca: Endereço: Rua General Carneiro, 1317 – Centro Franca
Unidade Guarujá: Endereço: Avenida Áurea Gonzales de Conde, 47 – Vicente de Carvalho, Guarujá
Unidade Guarulhos: Endereço: Ladeira Campos Sales, 43 Guarulhos
Unidade Itaquaquecetuba: Endereço: Rua Padre Anchieta, 78 Itaquaquecetuba
Unidade Jundiaí: Endereço: Avenida Vigário João José Rodrigues, 1.005 Jundiaí
Unidade Limeira: Endereço: Rua 13 de Maio, 527 Limeira
Unidade Marília: Endereço: Avenida Brasil, 324 Marília
Unidade Mogi das Cruzes: Endereço: Rua Professor Flaviano de Melo, 333 Mogi das Cruzes
Unidade Osasco: Endereço: Rua João Colino, 240 Osasco
Unidade Ribeirão Preto: Endereço: Rua Saldanha Marinho, 765 Ribeirão Preto
Unidade Rio Claro: Endereço: Rua 1, 1.530 Rio Claro
Unidade Santo André: Endereço: Avenida General Glicério, 710 Santo André
Unidade Santos: Endereço: Praça Iguatemi Martins, Santos
Unidade Santos Zona Noroeste: Endereço: Avenida Nossa Senhora de Fátima, 517 Santos
Unidade Santos Morros: Endereço: Estrada das Pedras , s/nº – Bairro de Morro de São Bento, Santos Morros
Unidade São Carlos: Endereço: Rua General Osório, número 505 São Carlos
Unidade São José do Rio Preto: Endereço: Rua Pedro Amaral, 2.919 São José do Rio Preto
Unidade São José dos Campos: Endereço: Rua Rubião Junior, 228 São José dos Campos
Unidade São Vicente: Endereço: Rua Ipiranga, 479 São Vicente
Unidade São Vicente: Endereço: Rua Tupã, 421 São Vicente
Unidade Sorocaba: Endereço: Rua dos Andradas, 115 Sorocaba
Unidade Suzano: Endereço: Avenida Major Pinheiro Fróes, 148 Suzano
Unidade Taboão da Serra: Endereço: Rua Firmino Vieira Gonçalves, 162 Taboão da Serra
Unidade Taubaté: Endereço: Rua Dr. Barbosa de Oliveira, 31 Taubaté